# Inmigración keniana en México
La inmigración keniana en México se refiere al asentamiento de ciudadanos de Kenia en el país. De acuerdo con el censo 2020 del INEGI hay 120 kenianos residiendo en México.

## Historia

Risper Biyaki Gesabwa atleta keniana naturalizada mexicana.

Recientemente se ha identificado a una comunidad de atletas procedentes de Kenia, (algunos de ellos ya nacionalizados) que ha decidido establecerse en Toluca, por su condición estratégica de cercanía a la capital del país, su altitud, instalaciones deportivas y lugares de entrenamiento como las faldas del Nevado de Toluca, su concentración para entrenamiento es diario, por lo que se hace ya cotidiano verlos correr en esa zona, charlando en inglés, en su lengua nativa o en español.

## Kenianos residentes en México
- Hillary Kipchirchir Kimaiyo, atleta ganador de la Maratón Internacional de la Ciudad de México en: 2007, 2008 y 2010.
- Risper Biyaki, atleta medallista de los Juegos Panamericanos de 2019.

## Mexicanos con raíces kenianas
- Arap Bethke, actor
- Lupita Nyong'o, actriz ganadora del Óscar a la mejor actriz de reparto en 2013.